# Бокс на Международном фестивале университетского спорта 2023
Соревнования по боксу на Международном фестивале университетского спорта 2023 которые прошли с 19 по 24 августа 2023 года в Международном выставочном центре «Екатеринбург-ЭКСПО», в городе Екатеринбурге (Россия).

## Медальный зачёт
*   Принимающая страна (Россия)
| Место           | Страна          | Золото | Серебро | Бронза | Всего |
| --------------- | --------------- | ------ | ------- | ------ | ----- |
| 1               | Россия*         | 12     | 11      | 24     | 47    |
| 2               | Таджикистан     | 3      | 1       | 4      | 8     |
| 3               | Кыргызстан      | 2      | 2       | 1      | 5     |
| 4               | Армения         | 2      | 0       | 1      | 3     |
| 5               | Венесуэла       | 1      | 3       | 0      | 4     |
| 6               | Азербайджан     | 1      | 2       | 3      | 6     |
| 6               | Узбекистан      | 1      | 2       | 3      | 6     |
| 8               | Беларусь        | 1      | 1       | 2      | 4     |
| 8               | Казахстан       | 1      | 1       | 2      | 4     |
| 10              | Ирак            | 0      | 0       | 2      | 2     |
| 11              | Индонезия       | 0      | 0       | 1      | 1     |
| Всего стран: 11 | Всего стран: 11 | 24     | 23      | 43     | 90    |

## Медалисты

### Мужчины
| Весовая категория | Золото                            | Серебро                                | Бронза                                                      |
| ----------------- | --------------------------------- | -------------------------------------- | ----------------------------------------------------------- |
| до 48 кг          | Джениш Улпатов Кыргызстан         | Дмитрий Калмыков Россия                | Саид Мухаммад Фалаах Индонезия Константин Луговской Россия  |
| до 51 кг          | Айк Алаберкян Армения             | Турал Сариев Азербайджан               | Андрей Соловьёв Россия Мухаммадкодир Мамирджонов Узбекистан |
| до 54 кг          | Ниджат Гусейнов Азербайджан       | Роман Осипов Россия                    | Акылтай Рабатов Казахстан Богдан Ильзитинов Россия          |
| до 57 кг          | Руслан Асликян Армения            | Курбело Гонсалес Венесуэла             | Илья Воробьёв Белоруссия Эльдар Хараев Россия               |
| до 60 кг          | Абубакр Муродзода Таджикистан     | Дилшод Абдумуродов Узбекистан          | Александр Красногор Россия Мирзохид Имамназаров Кыргызстан  |
| до 63,5 кг        | Айдос Тагайбаев Узбекистан        | Архат Тургынбек Казахстан              | Джабраил Алиев Россия Шохин Хигматов Таджикистан            |
| до 67 кг          | Александр Зырянов Россия          | Расул Ахадов Таджикистан               | Михаил Штабель Россия Ыахыа Эскандер Ирак                   |
| до 71 кг          | Нурадин Рустамбек Уулу Кыргызстан | Хуан Карлос Седено Заррамеда Венесуэла | Арсен Машаннаев Россия Шамси Шахбазов Азербайджан           |
| до 75 кг          | Эдуард Габитов Россия             | Фархад Шейдаев Азербайджан             | Данил Зырянов Россия Диёр Султонов Таджикистан              |
| до 80 кг          | Абдумалик Болтаев Таджикистан     | Рамзан Эльмурзаев Россия               | Искандер Каражанов Россия Гамлет Арутюнян Армения           |
| до 86 кг          | Хасмагомед Джаватханов Россия     | Айдар Азамат Уулу Кыргызстан           | Толибжон Расулов Таджикистан Мукутада ал-Схуваили Ирак      |
| до 92 кг          | Ахмед Расуев Россия               | Бакыт Токтосун Уулу Кыргызстан         | Никита Нагорный Белоруссия Арман Маханов Узбекистан         |
| свыше 92 кг       | Эмин Хатаев Россия                | Алвани Юсупов Россия                   | Фирдавсбек Турсуналиев Россия Валентин Дроздов Россия       |

### Женщины
| Весовая категория | Золото                                | Серебро                            | Бронза                                                    |
| ----------------- | ------------------------------------- | ---------------------------------- | --------------------------------------------------------- |
| до 48 кг          | Анель Кудайберген Казахстан           | Рината Безель Россия               | Мехпара Маммадова Азербайджан Анастасия Дергачева Россия  |
| до 50 кг          | Алондра Эвимир Брито Гевара Венесуэла | Маржона Савриева Узбекистан        | Мария Хузахметова Россия Светлана Романова Россия         |
| до 52 кг          | Динара Атаниязова Россия              | Кристина Чунеева Россия            | Софья Манчур Россия Дарья Козлова Россия                  |
| до 54 кг          | Елизавета Карташкова Россия           | Валерия Линькова Россия            | Дилдода Асаколова Таджикистан Зейнаб Рахимова Азербайджан |
| до 57 кг          | Миджгона Самадова Таджикистан         | Татьяна Трушкина Белоруссия        |                                                           |
| до 60 кг          | Нуне Асатрян Россия                   | Анастасия Кононова Россия          | Виктория Королёва Россия Бузурель Ховалыг Россия          |
| до 63 кг          | Алина Пушкарь Россия                  | Ланна Малюганова Россия            | Мохинабону Абдуллаева Узбекистан Аида Жолдасова Казахстан |
| до 66 кг          | Дарья Лецко Белоруссия                | Ангелина Ганюкова Россия           | Алёна Касьянова Россия Анастасия Лучкина Россия           |
| до 70 кг          | Ольга Петрашко Россия                 | Анастасия Холуева Россия           | Аделина Бабажанова Россия                                 |
| до 75 кг          | Анастасия Шамонова Россия             | Мариэлис Ириза Бургильос Венесуэла | Александра Хоркуш Россия Мария Болышканова Россия         |
| до 81 кг          | Салтанат Меденова Россия              |                                    |                                                           |